# Strada nazionale 72
La strada nazionale 72 era una strada nazionale del Regno d'Italia, che congiungeva Macerata a Chieti.
Venne istituita nel 1923 con il percorso "Da Macerata per Amandola alla Salaria numero 67 e da questa presso Ascoli Piceno per Teramo, Penne e la stazione di Chieti a Chieti".
Nel 1928, in seguito all'istituzione dell'Azienda Autonoma Statale della Strada (AASS) e alla contemporanea ridefinizione della rete stradale nazionale, il suo tracciato costituì per intero la strada statale 78 Picena (da Macerata ad Ascoli Piceno) e la strada statale 81 Picena-Aprutina (da Ascoli Piceno a Chieti).